# Petra (Hiszpania)

Lokalizacja gminy na mapie Majorki

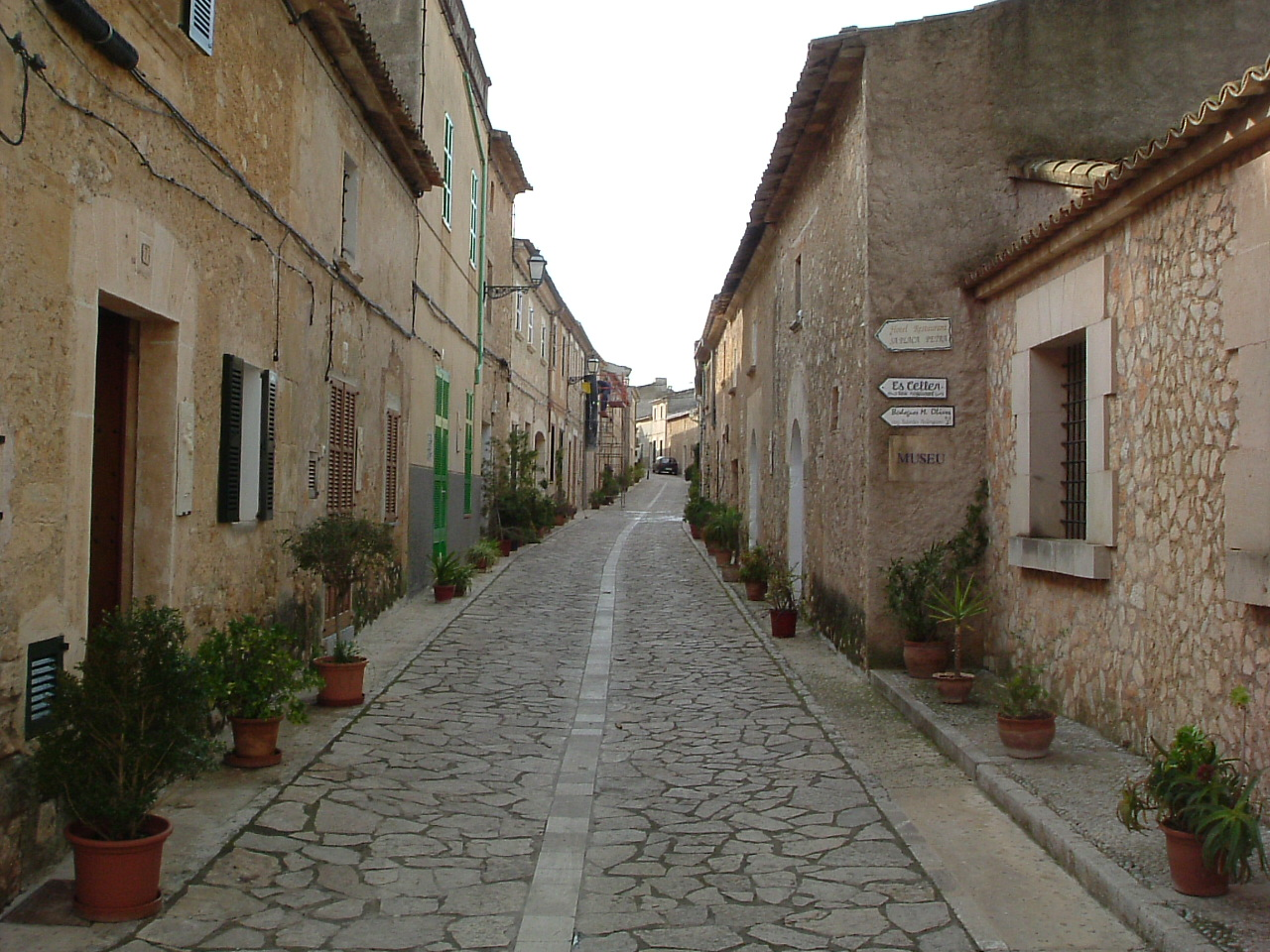
Uliczki Petry

Petra – miasto i gmina w comarce Pla de Mallorca na Majorce.
Ma powierzchnię 70,04 km² i jest zamieszkane przez 2787 mieszkańców (2007).
Miasto uchodzi za najlepiej zachowany średniowieczny zespół architektoniczny na Majorce, znane jest jednak przede wszystkim z faktu, że urodził się tam Juniper Serra, zakonnik, który zakładał pierwsze misje w Kalifornii.
W mieście, oprócz domu i pomnika zakonnika, można zwiedzać klasztor San Bernardino w którym pobierał pierwsze nauki. W klasztorze znajdują się barokowe kaplice świętych, takie jak San Diego, San Francisco, San Juan Capistrano, imionami których Serra nazwał zakładane misje.

## Miasta partnerskie
- Baler, Filipiny